# Wallaceova orjaška čebela
Wallaceova orjaška čebela (znanstveno ime Megachile pluto) je vrsta čebele iz družine znosk, razširjena na nekaj indonezijskih otokih in znana kot največja predstavnica čebel na svetu.

## Opis
Je velika predstavnica znosk, pri čemer se samci in samice občutno razlikujejo. Samice lahko zrastejo 38 mm v dolžino in merijo 63,5 mm prek kril, prepoznavne pa so tudi po ogromnih, naprej štrlečih čeljustih, podobnih rogačevim. Samci so manjši, dolgi do 23 mm in brez vpadljivih čeljusti. S tem je Wallaceova orjaška čebela največja znana predstavnica čebel in verjetno je nobena druga vrsta ne presega. Od drugih čebel se jasno razlikuje po velikosti in čeljustih, pa tudi po črni obarvanosti s prečno belo progo na zadku.

## Ekologija in razširjenost
Kolonije gradi v aktivnih kolonijah drevesnih termitov vrste Microcerotermes amboinensis, zaradi česar jo je težko najti. Za zaščito lastnega satja uporablja drevesno smolo, s katero prepreči dostop termitom. Samice uporabljajo velike čeljusti za prenašanje te smole, ki pogosto izvira od tropskega drevesa vrste Anisoptera thurifera iz družine dipterokarpovk. Smolo oblikujejo v kroglice in jih v čeljustih prinašajo za gradnjo gnezda. Pelod zbirajo z različnih vrst rastlin, pri čemer preferirajo mirtovke.
Vrsta je znana samo s treh otokov iz severnega dela Moluških otokov v Indoneziji: Bacana, Halmahere in Tidoreja. Vezana naj bi bila na nižinske deževne gozdove, pri čemer zaradi prikritega življenja o njej ni znano skoraj nič. Habitat ogrožajo nasadi palm za pridobivanje palmovega olja, zato je po kriterijih Svetovne zveze za varstvo narave opredeljena kot ranljiva.
Opisana je bila po primerkih, ki jih je sredi 19. stoletja nabral prirodoslovec Alfred Russel Wallace, nato pa več kot sto let ni bila znana nobena druga najdba, zato je veljala za izumrlo. Šele leta 1981 je ameriški entomolog Adam C. Messer našel šest gnezd na Bacanu in bližnjih otokih. Naslednjih nekaj desetletij je spet ni našel nihče, leta 2018 pa sta se dva preparirana primerka pojavila na dražbeni spletni strani eBay, kar je odprlo razpravo o zaščiti vrst na robu izumrtja. Še eno samico je v začetku leta 2019 našel biolog Clay Bolt v koloniji termitov.